# Tramwaj zwany pożądaniem (film 1951)
Tramwaj zwany pożądaniem (ang. A Streetcar Named Desire) – amerykański dramat filmowy w nurcie Southern Gothic z 1951 roku w reżyserii Elii Kazana; adaptacja sztuki autorstwa Tennessee Williamsa pod tym samym tytułem. Obraz, nominowany w dwunastu kategoriach do Oscara, zdobył łącznie cztery statuetki, w tym dla najlepszej aktorki pierwszoplanowej (Vivien Leigh).

## Obsada

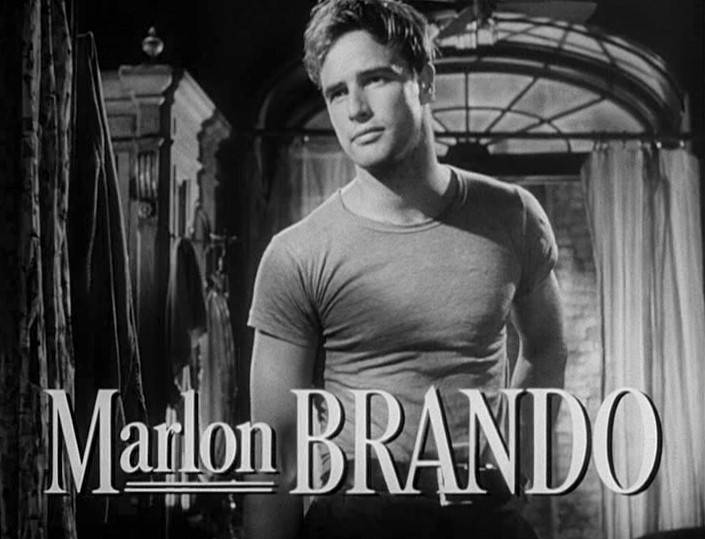
Marlon Brando w kadrze z filmowego zwiastuna

- Vivien Leigh – Blanche DuBois
- Marlon Brando – Stanley Kowalski
- Kim Hunter – Stella Kowalski
- Karl Malden – Harold Mitchell
- Rudy Bond – Steve Hubbel
- Nick Dennis – Pablo Gonzales
- Peg Hillias – Eunice Hubbel
- Wright King – kolekcjoner
- Richard Garrick – doktor